# Neil Aspinall
Neil Aspinall (ur. 13 października 1941 w Prestatyn, zm. 24 marca 2008 w Nowym Jorku) – brytyjski producent muzyczny, menedżer finansowy Beatlesów (szef ich przedsiębiorstwa Apple Corps.) Był bliskim przyjacielem Paula McCartneya i George'a Harrisona (w młodości uczęszczał z nimi do The Liverpool Institute for Boys).
W początkach kariery zespołu The Beatles był ich managerem podczas tras koncertowych oraz osobistym asystentem. Grał także w niektórych utworach zespołu (na tamburynie w „Within You Without You”, na harmonijce w „Being for the Benefit of Mr. Kite!”, na niektórych instrumentach perkusyjnych w „Magical Mystery Tour”). Był także jednym ze śpiewających w chórkach w piosence „Yellow Submarine”.
10 kwietnia 2007 odszedł ze stanowiska szefa Apple Corps. ze względu na zły stan zdrowia. Zmarł w szpitalu onkologicznym w Nowym Jorku na raka płuca.